# Tunnock's
Thomas Tunnock Limited, også kendt som Tunnock's, er en konfekturevirksomhed med hovedsæde i Uddingston i Skotland. Virksomheden ejes af Sir Boyd Tunnock, som er barnbarn af grundlæggeren Thomas Tunnock. I 2013 blev virksomheden udnævnt som det 20. ældste familiefirma i Skotland i en fælles rapport fra Family Business United og Close Brothers Asset Management.

## Historie
Tunnock's blev grundlagt af Thomas Tunnock (født 1865) i 1890, da han købte en bagerbutik i Uddingston, Skotland. Virksomheden voksede i 1950'erne, og det var på dette tidspunkt, at sukker- og fedtrationering betød, at der skulle produceres produkter med længere holdbarhed end aldmindelige kager.
Siden 2005 har Tunnock's sponsoreret, The Tour of Mull, et årligt rally på øen Mull.
I september 2010 strejkede Tunnock's arbejdere i Uddingston, to 24-timers strejker under kontraktforhandlinger. Hovedspørgsmålet var løn, hvor ledelsen oprindeligt havde tilbudt en stigning på 1 %, efterfulgt af et andet tilbud på 2 %. Forhandlingerne blev løst i oktober 2010 med enighed om en stigning på 2,5 % tilbagedateret til starten af juli 2010, efterfulgt af en stigning på 2,5 % i juli 2011. 
Siden 2019, har Tunnock's, været sponsor for Scottish Challenge Cup.

## Tekager
Tunnock's Tekage er en sød konfekt, der ofte serveres med en kop te eller kaffe og minder meget om den danske flødebolle. Den blev udviklet af Sir Boyd Tunnock i 1956. Produktet består af en lille rund sød kiks dækket med en kuppel af italiensk marengs. Dette er derefter indkapslet i et tyndt lag mælke- eller mørk chokolade og pakket ind i et rødt og sølv foliepapir til den mere populære mælkechokoladevariant, med blå, sort og guldindpakning til den mørke. variant

## Karamelvafler
Tunnock's Karamelvaffel er en chokoladebar bestående af fem tynde lag af vaffel adskilt af fire lag karamel. Baren er overtrukket med et tyndt lag chokolade, lavet af kakao og mælketørstof. De er herefter pakket ind i rød- og guldfarvet folie. Mørke karamelvafler kan også fås, men er indpakket i blå- og guldfarvet folie i stedet.

## Andre produkter
De øvrige produkter som Tunnock's sælger er i høj grad baseret på deres hovedprodukter. For eksempel minder deres såkaldte Karameltræstammer meget om deres karamelvafler, men med tilføjelse af ristet kokosnød på ydersiden af baren, mens Wafer Creams og Florida Orange har henholdsvis chokolade- og appelsincreme i stedet for den karakteristiske karamelcreme.
Tunnock's produkt Snebolden, minder meget om deres tekager, men med revet kokos på ydersiden og uden kiksebund. 